# Bejt Rubinstein
Bejt Rubinstein je mrakodrap v Tel Avivu, na rohu ulic Menachema Begina a Abrahama Lincolna.
Jeho výška činí 102 metrů a má 28 pater. Postaven byl v letech 1998–1999 architektem Arjem Freibergerem jako prosklená budova. 

Jeho podlahová plocha je 62 tisíc čtverečních metrů, z nichž 34 tisíc jsou kanceláře a obchody. Na střeše má umístěnou desetimetrovou anténu.